# Haneda Ai
Haneda Ai (羽田 あい Vũ Điền Ái) (sinh 22 tháng 9 năm 1989 tại Tokyo, Nhật Bản) là một người mẫu nude, diễn viên khiêu dâm, thần tượng phim người lớn của Nhật Bản. Là thành viên"Prime Model Agency", năm 2008, cô bắt đầu sự nghiệp với vai trò là người mẫu khiêu dâm trong video ảnh, Great Dig (ハックツ美少女), thuộc series"Departure dig girl"sản xuất bởi công ty Gratz.
Giữa năm 2008-2009 cô ra mắt 10 video và 8 sách ảnh khiêu dâm, ngoài ra cô còn hợp tác với một tạp chí người mẫu và xuất hiện trong một vài show truyền hình.
Năm 2009 cô bắt đầu chuyển sang đóng phim và trở thành diễn viên chính trong phim khiêu dâm Heroine Chronicles - Yukemuri Hunter (ヒロインクロニクルズ 湯けむりハンタ).
Vào tháng 2 năm 2010 cô bước vào ngành công nghiệp phim người lớn, ký hợp đồng độc quyền với Soft On Demand (SOD). Thêm nữa năm 2010 cô còn là diễn viên đắt giá của một vài show và phim truyền hình, nổi bật nhất là cô tham gia diễn xuất trong phần 3 của bộ phim truyền hình ăn khách Nhật Bản Jyouou.
Tháng 12 năm 2010 cô đạt danh hiệu Diễn viên mới xuất sắc nhất tại Lễ trao giải SOD và tháng 3 năm 2011 cô nhận được giải Best New Across tại buổi Lễ trao giải Truyền hình người lớn.
Ngoài ra trong năm 2011, cô tham gia vai diễn chính trong phim Gal Avatar (ギャルアバター GAL AVATAR).

## Danh sách phim đã đóng
2010
- Ai Haneda AV Debut （Director: Keita★No.1), ASIN: B0033UQT2C
- Sex Diary of Ai Haneda (ngày 18 tháng 3 năm 2010)
- SODstar×SODCinderella (ngày 24 tháng 8 năm 2010)

2009
- Heroine Chronicles Yukemuri Hunter (ngày 14 tháng 8 năm 2009)[8]